# Чебану, Илие Павлович
Или́е (Илья) Па́влович Чеба́ну (рум. Ilie Pavel Cebanu; 29 декабря 1986, Кишинёв) — молдавский футболист, вратарь. Выступал за сборную Молдавии.

## Биография
Сын футболиста «Зимбру» и многолетнего президента Молдавской федерация футбола Павла Чебану. При рождении получил имя Илья, но в молдавском паспорте записан как Илие. Воспитанник СДЮШОР «Зимбру» Кишинёв (1992—2003). В возрасте 17 лет уехал в Австрию, окончил спортивную академию, параллельно играл за клубы низших дивизионов. Говорит на шести языках: немецком, английском, польском, русском, румынском, испанском. В 2015 году проходил обучение менеджменту в институте Йохана Кройфа в Барселоне.

### Клубная карьера
В начале 2010 года Чебану, с 2007 года выступавший за польскую «Вислу», заплатил команде 50 тысяч евро за расторжение контракта и перешёл в «Рубин» на правах свободного агента.
В 2011 году на правах аренды перешёл в астраханский «Волгарь-Газпром», однако не сыграл за этот клуб ни одного матча, проиграв конкуренцию Максиму Кабанову и Михаилу Комарову.
В феврале 2012 года перешёл в «Томь», правами на игрока по-прежнему владеет «Рубин».
В основном составе вышел 30 сентября в игре против «Локомотива», матч закончился со счётом 0:0.
В июне 2014 года перешёл в «Мордовию».

### Карьера в сборной
В национальной сборной Молдавии дебютировал 11 октября 2013 года в отборочном матче к чемпионату мира 2014 против сборной Сан-Марино, в котором молдавская команда добилась победы со счётом 3:0.

## После футбола
В 2016-м году Чебану получил степень магистра по направлению «Спорт менеджмент и маркетинг» в институте Йохана Кройффа, а завершив карьеру, стал директором по развитию отношений со спортом в Московском кредитном банке.
В сентябре 2022 года стал гендиректором клуба «Юнайтед» из Дубая.

## Статистика

### В сборной
| Матчи и пропущенные голы Чебану за сборную Молдавии | Матчи и пропущенные голы Чебану за сборную Молдавии | Матчи и пропущенные голы Чебану за сборную Молдавии | Матчи и пропущенные голы Чебану за сборную Молдавии | Матчи и пропущенные голы Чебану за сборную Молдавии | Матчи и пропущенные голы Чебану за сборную Молдавии |
| --------------------------------------------------- | --------------------------------------------------- | --------------------------------------------------- | --------------------------------------------------- | --------------------------------------------------- | --------------------------------------------------- |
| №                                                   | Дата                                                | Оппонент                                            | Счёт                                                | Голы                                                | Соревнование                                        |
| 1                                                   | 11 октября 2013                                     | Сан-Марино                                          | 3:0                                                 | -                                                   | Отборочные матчи ЧМ-2014                            |
| 2                                                   | 15 октября 2013                                     | Черногория                                          | 5:2                                                 | -2                                                  | Отборочные матчи ЧМ-2014                            |
| 3                                                   | 18 ноября 2013                                      | Литва                                               | 1:1                                                 | -1                                                  | Товарищеский матч                                   |
| 4                                                   | 20 января 2014                                      | Польша                                              | 0:1                                                 | -1                                                  | Товарищеский матч                                   |
| 5                                                   | 5 марта 2014                                        | Андорра                                             | 3:0                                                 | -                                                   | Товарищеский матч                                   |

Итого: 5 матчей / 4 пропущенных гола; 3 победы, 1 ничья, 1 поражение.